# A kagylósrákok anatómiája

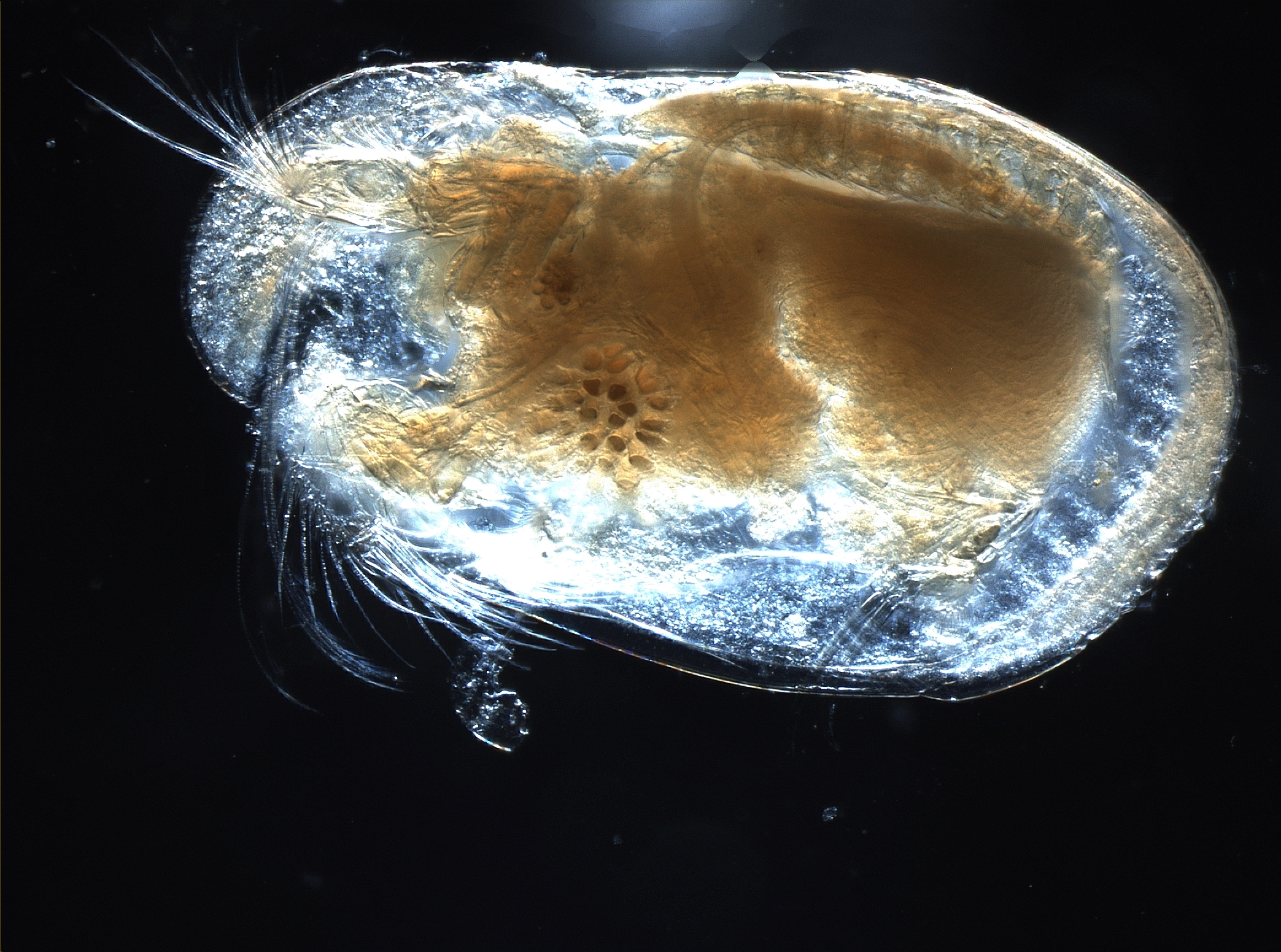
Átlátszó teknőjű kagylósrák

Egy kagylósrák legjellemzőbb tulajdonsága kettős teknője (carapax), amelybe a lágytest teljes mértékben visszahúzódhat. Ez legjobban a puhatestűekhez hasonlítja őket, innen is kapták nevüket: „mussel schrimps” (angol), „Musselkrebse” (német) vagy „schaalkreeftjes” (holland).
A carapax (avagy kettős teknő) nem külső kiválasztású védőpajzs, mint a kagylóknál, hanem egy egységes kitines borítása az epidermisnek (hámréteg).
A kagylósrák teste általában ovális, ovális-szerű és a teknőkhöz illeszkedik. A függelékeken kívül, a testfelépítés nem mutat szoros hasonlóságot rokonaikkal, a magasabbrendű rákokkal.
Nem létezik tulajdonképpeni szegmentáció az ízeltlábúakhoz hasonlatosan, azonban egy kicsiny összehúzódás a test közepéhez közel segít elkülöníteni két fő részt: a fejet (cephalon) és a tort (thorax). A többi ízeltlábúnál megtalálható potroh (abdomen) kezdetleges és összenőtt a torral.
Általában hét pár függelékkel (végtag) rendelkeznek:
- pre-orális (a fejhez illeszkednek):
  - antennulák
  - antennák
  - mandibulák
- post-orális (a torhoz illeszkednek):
  - maxillapár (ez is a fejhez illeszkedik)
  - első pár torláb
  - második pár torláb
  - harmadik pár torláb

A test a carapax hosszának középső kétharmadát foglalja el és a teknő háti tájékához kapcsolódik, mint egy megnyúlt kitines zacskó. A legmagasabb és legtompább az elülső részen. Egy pár furcában végződik, melyeket azonban nem sorolnak a test függelékei közé.
A kagylósrákok testét borító kettős külső fal azaz duplicatura részei a külső lemez és a belső lemez (vagy lamella). A térrészt a két lemez között (vestibulum) a tulajdonképpeni kagylósrák-test oldalsó nyúlványaiként kell kezelni, hiszen nemegyszer fontos szerveket burkolnak (máj, petefészek, herék stb.).

## A lágytest részei

### Cephalon
A cephalon vagy fejrész általában a test középtájéka előtt különül el a tortól, a testnek egy enyhe összehúzódása révén. A cephalonhoz tartozó négy függelék helyzete alapján megkülönböztethetjük a fejrész három jellegzetes tájékát: homlok, felső ajak és hypostoma.
A homlok és a felső ajak szorosan kapcsolódik egymáshoz. Mindkettőt kitines pálcikákból álló keret feszíti ki, amelyet folytonos, rugalmas kitines réteg borít. A homlokhoz kapcsolódnak az antennulák és az antennák. A középső szemet védi. A test mellső-háti részét képezi. A sisakszerű felső ajak rögtön a homlok alatt helyezkedik el és a test mellső-hasi részét alkotja. A hasi rész pereme alkotja a szájnyílás elülső peremét. A száj hasi helyzetű. A felső ajakhoz nem tartoznak függelékek.
A hypostoma a fej hátsó-hasi része. Az elülső része kiszélesedik és a szájnyílás hátulsó peremét alkotja. Az erősen fogazott mandibulák a szájnyílás két oldalán helyezkednek el a felső ajak és a hypostoma között. A negyedik pár cephalon függelék, azaz a maxillapár a mandibula mögött helyezkedik le a hypostoma két oldalán.

### Thorax
A thorax vagy tor tartalmazza a kagylósrák belső szerveit (gyomor, belek, szaporító szervek stb.), illetve hozzá kapcsolódnak a torlábak. A szaporító szervek a harmadik pár torláb mögött helyezkednek el, a tor hasi felületén. A test hátsó végét egy páros furca alkotja.

### Belső szervek

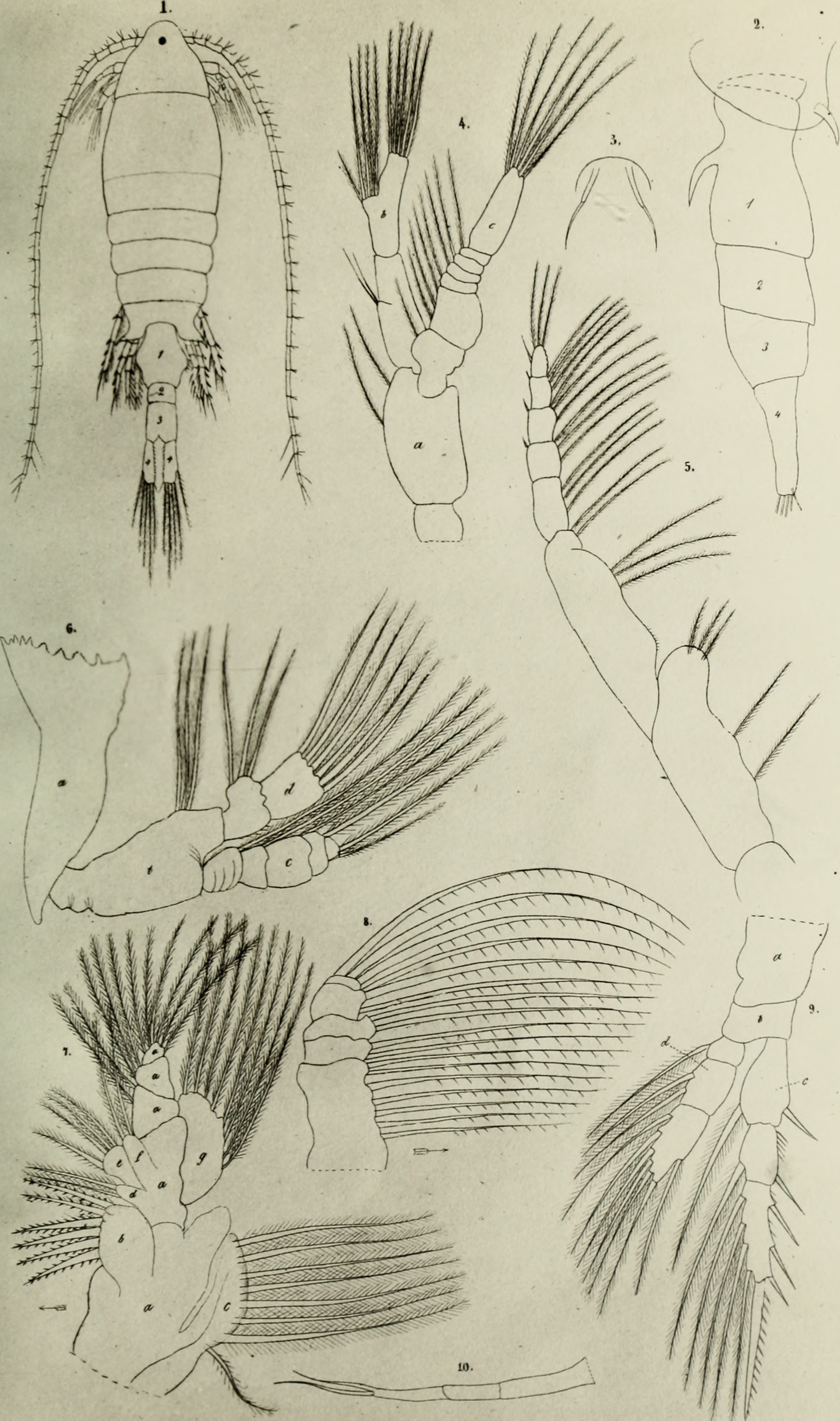
Kagylórákok ábrázolása a 19. században

A kagylósrákok emésztőkészülékét jól differenciált szervek alkotják: atrium, száj, nyelőcső, gyomor, bél, végbélnyílás. A szájnak széles atriuma (előudvar) van: a mandibulák hátsó végződései oldalról határolják, a felső ajak elől, a hypostoma pedig hátulról. A nyelőcső izmos és felfelé vezet a nagy gyomorba. A gyomrot a béltől egy keskeny, izmos csatorna választja el.
A mandibuláknak reszelő illetve daraboló szerepe van a táplálék előkészítésében: képesek szilárd anyag feldarabolására. A táplálékot a mandibulák, a maxillák és néha az első torlábpár juttatja a szájba.
Az emésztés nagy része a gyomorban történik. A májak, amelyek a duplicaturákban helyezkednek el a gyomor elülső részébe öntik folyadékukat két csatornán át. A folyadék segíti az emésztést.
A kagylósrákok idegrendszerének legfőbb jellemvonása a középső része, amely egy jól fejlett agyból (cerebrum), nyelőcső körüli idegdúcból és a hasi idegtörzsek részben összeolvadt dúcaiból tevődik össze. Kicsiny idegdúcokat találunk az antennulákban, antennákban, mandibulákban, maxillákban és az első torlábpárban. Ezeket másodlagos idegszálak kötik az idegrendszer központi részéhez. Ugyanakkor létezik egy másodlagos motorikus ideghálózat, amely a központi részt köti különböző izmokhoz a test elülső és hátulsó részéről.
A kagylósrákok nem élnek oxigénhiányos vizekben, de megélnek igen alacsony oxigén-szint mellett is. A legtöbbnél nem találunk semmilyen szervet, ami az oxigénfelvételt lehetővé tenné. Az oxigén-felvétel általában a bőrön keresztül történik. A maxillákon található ún. branchiális lemezecskék állandó mozgása révén az állat folyamatosan vizet juttat a carapaxba, viszont ezek nem tekinthetők tulajdonképpeni légzőszerveknek.

### Teknők
A teknőket, amelyek a tulajdonképpeni lágytestet borítják, a duplicaturák építik fel belül a lágy szövetekkel, és a kemény, meszes részekből, amelyeket kívülről egy vékony kitines réteg borít. A duplicaturák a test mindkét oldalán jelen vannak és a fej és tor határvonalától eredeznek. A duplicatura külső lemeze egy meszes réteget választ ki a felszínén, amit külső lemeznek neveznek. A duplicatura belső fele csak a peremi részeken választ ki meszes réteget, ezt belső lemeznek nevezik. A külső és belső lemez meszes részei egészben vagy csak részben összenőhetnek. Az összenövési felület neve peremi öv. A teknő háti oldalának peremén nem létezik ilyen peremi öv, itt a belső lemeznek a meszes részei a zárosperemet alkotják.
A két teknő az állat hosszának középső harmadánál kapcsolódik egymáshoz záróizmok segítségével. Mikor ezek nyugalomban vannak egy rugalmas ligamentum a háti oldalon elég nagy feszültséggel rendelkezik ahhoz, hogy a két teknőt szétnyissa. Ekkor a függelékek kikerülhetnek a carapax alól és részt vehetnek a mozgásban táplálkozásban és más életműködésekben.

### Záróizmok

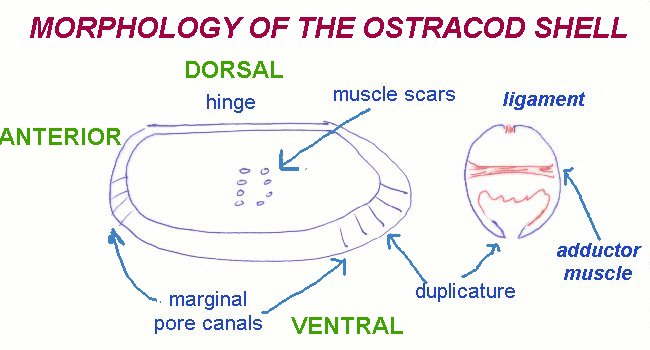
A kagylósrák teknő metszete és a záróizmok helyzete

A záróizmok vagy adductores, amelyek összehúzzák a teknőket a lágytest közepéhez kapcsolódnak egy rövid, kitin anyagú pálcika által. Oldalirányban haladnak a teknők felé, áthaladva a relatív keskeny átjárón, ahol a vázkettőződés (duplicatura) a tulajdonképpeni testhez kapcsolódik. A záróizmok nyomai a meszes teknők elülső felén helyezkednek el, kicsivel a teknők középpontja előtt. Ez egy fontos elem, amikor a fosszilis kagylósrák-teknőket orientálni kell. Ez alól kivételt képeznek a Conchoeciidaek (Myodocopida). Ezek pelágikus formák, ahol az antennák nagyon erősen átalakultak úszáshoz. Ennek eredményeként a fejrész számottevően kiszélesedett, és a fej-tor határ lényegesebben hátrább van, mint bentonikus (mélytengeri) rokonaiknál. Következésképpen az izombenyomat kicsivel a teknők középpontja mögött van.
A kagylósrákok korai fejlődési stádiumaiban, a szilárd, meszes réteg kiválasztása előtt az összehúzódó záróizmok a lágy külső lemez kitines rétegének befelé hajlását idézik elő. Ez a vonás a meszes réteg kiválasztása után is megmarad sulcusként (dudor) az izombenyomat tájékán. A sulcus még egy segítség a teknő orientálásában. Egy kisebb, második sulcus található ez előtt, amit az antennák húzóereje okoz, ez az antenna sulcus.
Az izomszálak megváltoztatják jellegüket mikor behatolnak a duplicaturák lágy szöveteibe. A szálak széttartanak egy minél nagyobb teknőfelület lefedése érdekében. A szálak végei kiszélesednek, amikor csatlakoznak a külső lemez hámjának kitinrétegéhez. Az izomszálak csatlakozásánál fellép egy másodlagos kitinkiválasztás az izom erősítése érdekében. Így kicsiny dudorok alakulnak ki a kitinrétegen. Jól megőrződött teknőkön ez a jelenség jól tanulmányozható. Nincs bizonyíték arra, miszerint az izomszálak behatolnának a meszes rétegbe, de csatlakozási pontjuk néha nagyon jól megfigyelhető a fosszilizálódott meszes rétegen is.
Az izombenyomatok száma és alakja a fosszilis formák teknőin nagyon változó, és nagyon fontos bélyegek a nemnél magasabb taxonok elkülönítésében.

### Belső váz
A belső váz vagy endoskeleton teljesen be van épülve a testbe. A nyelőcső mögött helyezkedik el, a mandibulák között. Kitin alapanyagú és a számos izom megtartására szolgál. Magát a belső vázat izmok függesztik a carapax háti részéhez. Ezen izmok összehúzódása ellensúlyozza azon erőket, amelyeket a függelékek izmai okoznak. A belső váz felépítése nagyban eltér a különböző rendszertani csoportok között.

### Függelékek
A kagylósrákok függelékei (vagy végtagok) ugyan eltérnek szerkezetben, működésben és alakban, de fejlődéstörténeti szempontból a többi rákféléhez (Crustacea) hasonlatosak. A függelékek tipikusan három részből állnak: nevezetesen két ágból (belső endopodit, külső exopodit) és egy közös protopoditnak nevezett ágból. A kagylósrákok endopoditja általában nagyobb és a protopodittal együtt közös tengelyt alkot, amelytől az exopodit oldalirányban eltér. Sok esetben az exopodit erősen visszafejlődött vagy teljesen hiányzik.
Az antennulák alkotják a fej első függelékpárját. Erős, széles bázissal a homlokhoz kapcsolódnak. Szerepük az úszásban és érzékelésben van. Ezeket a működéseket segítik a rajtuk levő serték. Úszáskor a nagyon rugalmas első antennula felfelé és hátrafelé, míg a második lefele és hátrafelé mozog. Mászás és kúszás esetén az első antennula sertéi az állat előtt szerteágaznak és ezek konstans mozgása során az állat érzékeli az előtte levő terület milyenségét. A Cytheridaek az antennulákat tárgyak, akadályok eltolására is alkalmazzák. Az antennulák csak protopoditból és endopoditból állnak, az exopodit nem fejlődik ki. Az ún. branchiális lemezek hiányoznak erről a függelékről. A protopodit általában két podomérből (ízület) áll, az endopodit podomérjeinek száma azonban családonként változik: négy vagy öt a Cyprididaeknél, három vagy négy a Cytheridaeknél.
Az antennák képezik második pár fej-függelékpárt és egyben a kagylósrákok legfontosabb motorikus függelékei. Az antennulákkal együtt az úszásban van szerepük, míg a torlábakkal együtt a mászásban illetve kúszásban. A homlokhoz kapcsolódnak, közel a felső ajakhoz és teljesen visszahúzódnak a teknőkbe, amikor ezek bezárulnak. Akárcsak az antennulákon, ezeken is megtalálhatók a hosszú „úszó serték”, amelyek kiválóan jellemzik a vízi életmódot folytató fajokat. Egyes iszaplakó formáknál (Cyprididae, Candonidae, Cytheridae) ezek hiányoznak.
A mandibulák alkotják a harmadik fej-függelékpárt, a szájnyílás két oldalán. Egyetlen szerepe a táplálkozásban van: a táplálék megrágásában. A Crustacea mandibuláihoz hasonlítanak: megtaláljuk rajtuk az exopoditot, endopoditot és a protopoditot is. A protopodit két podomérből (ízület) áll. Az alapi podomér (ízület) – mely egyben a legnagyobb is – fogazott. Az endopodit tapogatóvá alakult, három podomérből áll változó számú sertével (a Podocopidáknál a táplálékot juttatja a szájba). Az exopodit átalakult branchiális lemezzé hosszú sertékkel. A teknők mellső részén látható kör, néha félkör alakú folt jelzi azt az érintkezési pontot, ahol a mandibula alapi podomérje súrolja a teknőt.
A Paradoxostominaek mandibulája erősen átalakult egy tőr-szerű apparátussá, ami a növények átdöfésére szolgál. Az így nyert növényfolyadékot az állat a cső-szerű szerkezet segítségével szívja fel, mely a felső ajak és hypostoma összenövése során keletkezett.
A maxillák alkotják negyedik fej-függelékpárt. A mandibulák mögött helyezkednek el a hypostoma két oldalán. A rákokhoz képest nagyon átalakult függelékek és a rágásban és keringésben van szerepük. A függelékek alapi része enyhén görbült; lefele három, rövid, henger alakú rágó nyúlványban végződik és egy tapogatóban, amely általában két podomérből (ízület) áll. A rágó nyúlványok és a tapogató (mindkettőn sertéket találunk), arra szolgál, hogy a táplálékot a száj felé irányítsa. Nehéz megmondani melyik elem felel meg a módosult endopoditnak. Az exopoditon jól fejlett branchiális lemezek találhatók és hátsó végén pedig tollszerű serték. Az élő állat branchiális lemeze állandó mozgásban van és biztosítja a víz állandó áramlását a teknők felé, elősegítve a légzést.
Az első pár torláb szerkezete eltér a különböző kagylósrák rendek között, annak függvényében, hogy milyen célt szolgálnak. Számos tengeri kagylósrák család esetében (Bairdiidae, Cytheridae) motorikus szervként szolgálnak és felépítésükben hasonlítanak a második és harmadik torláb párhoz. A főleg édesvízi Cyprididaeknél azonban az első pár torláb átalakult elősegítve a táplálkozást. Emiatt gyakran második maxillapárként is emlegetik. A Cyprididaek esetében az első pár torláb megőrzi a kétágú jellegét (tipikus Crustacea vonás), de szerepe megváltozott (pl. táplálkozás). A Cytheridaeék esetében mindhárom pár torláb egyágú, azonos feléspítésű és a kúszáshoz alkalmazkodott.
A Myodocopidáknál és Platycopidáknál a második pár torláb alakja és felépítése nagyon változó néha branchiális lemezekkel. A Podocopidáknál a második pár torláb nagy és feltűnő, egyágú függelék, amely a teknők szétnyílása után rögtön előugrik. Szerepe a mászásban van, illetve a kúszásban és tapadásban lejtős felületeken. Az erős karom nagymértékben mozgatható és a test hátsó részének megtartására szolgál mászás közben. A protopodit és endopodit érintkezési felületét általában térdnek nevezik. A torlábakat nem kapcsolják izmok a teknőkhöz.
A Podocopidáknál (Cytheridae, Bairdiidae, Darwinulliidae) a harmadik pár torlábnak motorikus szerepe van és felépítésükben többé-kevésbé az első illetve második torlábpárhoz hasonlítanak. A Myodocopidáknál és Cyprididaeknél (Podocopida) a harmadik torlábpár módosult és a test tisztítását végzi. A Cyprididaeknél U betűhöz hasonlítanak. Az egyágú függelék első podomérje a legrugalmasabb és legizmosabb az összes függelék podomérje közül. A nagyon rugalmas kitin megengedi, hogy a láb akár 180 fokos fordulatot is tegyen, így a láb a teknő egész felületét éri. Az endopodit három podomérből áll. Az első és második ezek közül hosszú, a harmadik viszont rövid és karomban végződik, amelynek szintén a tisztításban van szerepe. Az endopodit középső podomérje furcsa „ollókkal” van felszerelve. Ezek nagyon hasznosak a maxillák megtisztításában. Ezen a függelékpáron nem találkozunk semmiféle exopodit-maradvánnyal.
A Platycopidáknál (Cytherella), a Podocopák között (gyakorlatilag minden hím cytherid és bairdiid forma) és ritkábban a hím Cyprididaek között találkozunk egy másik függelékkel: a kefe-szerű szervvel. Ezen szerv megtapadási helye gyakran az első pár torláb mögött helyezkedik el, néha az első és második torláb között, de előfordulhat a harmadik pár torláb mögött is. Ez egy alapi részből áll, amelyen számos sertét találunk, amelyek idegszálakhoz kötődnek. Valószínűleg érzékszerv, amelyet a hím használ a nőstény felismerésére.

### Furca
A páros furca nem tulajdonképpeni függelék, a kagylósrák testének hátsó-hasi részéhez csatlakoznak és sohasem szegmentáltak. Egyes csoportok számára (pl. Myodocopida) fontos motorikus szervek. Általában két háromszög alakú lemezből állnak, amelyek hátsó peremén erős tüskék vannak. A tüskék száma változó (öt és tíz között). Egyes családoknál(Cyprididae, Bairdiidae, édesvízi Cytheridae) a furca két pálcika-szerű szerkezetből épül fel, mindkettőn négy erős sertével és gyakran két hátulsó karommal, melyek szintén az állat mozgását segítik elő. A Cyprididaek egyes családoknál redukálódtak (Cypridopsini, Macrocypridinae). A tengeri Cythere-féléknél a furca még jobban redukálódott és a serték meg karmok teljes mértékben hiányoznak.

### Szemek
A szemek fontos érzékszervek. A recens kagylósrákok közül a Cypridinidaeknek (Myodocopida) páros látószervük van, a legtöbb Podocopidának azonban csak egyetlen középső fekvésű ún. nauplius szeme van. Rögtön a két antennula alapi része fölött helyezkedik el, a teknő háti pereme alatt. Élő formáknál jól látható, még akkor is, amikor a teknők zárva vannak: egy fekete vagy vöröses, négyszög-szerű vagy kerek folt. Két vagy három fordított optikai kúpból áll, amelyek általában egyetlen szervvé nőnek össze. Amikor ezek szétválnak, két (Notodromas) vagy három (Xestoleberis) szem is kialakulhat. Számos kagylósráknak azonban hiányzanak a szemei. Ezek közül megemlíthetők a Cytherellidaek (Platycopida) és a Darwinulla, Cytheretta, Cytheropteron (Podocopida).

### Ivarszervek
A kagylósrákok általában váltivarúak. Mindkét nemnek páros ivarszervei vannak, melyek részben a testen belül, részben a testen kívül helyezkednek el.

## Szilárd testrészek
A kagylósrákok carapaxának meszes részeit a duplicatura epidermális rétege választja ki. A paleontológusok a külső lemez, belső lemez és teknő terminusokat használják a fosszilis kagylósrákok szilárd vázának tanulmányozásakor. A carapax a jobb és bal teknő együttesét jelöli.
A teknők meszes részei gyakorlatilag az egyetlen olyan kagylósrák részek, amelyek fosszilisan fennmaradnak. A mikropaleontológus számára az egyetlen olyan anyag, amely tanulmányozása során fény derülhet a kihalt fajok anatómiájára, ontogenézisére, filogenézisére és ökológiájára. A meszes kagylósrák-carapax számos jellegzetességet mutat, ami alapján következtethetni lehet a lágytest felépítésére.
Nem léteznek külön sejtek, amelyek a meszes réteg kiválasztását végeznék: ezt az epidermális sejtek végzik. Továbbá nem létezik különbség azon sejtek között, melyek a meszes réteget és a kitines réteget választják ki.
A teknő kiválasztás folyamata nagyon eltérő a kagylókétól, melyek folyamatosan építik fel vázát: nyáron gyorsabban, télen lelassulva. A kagylósrákoknál a vázépítés azonban tipikusan nem folytonos. Az állat többször is elhagyja az egész carapaxát és egy újat, nagyobbat választ ki, néha eltérő alakút. Ezt a folyamatot vedlésnek nevezik.
A biokémiai folyamatok, amelyek a vedlési folyamatot előidézik és azok, amelyek a kitin és kalcium-karbonát kiválasztást elindítják nem ismertek. Fassbinder (1912) felfedezte, hogy a CaCO3 forrása nem a vízben, hanem az állat testében van. Felfedezte, ha az állatot kalcium-karbonát mentes vízbe tette az állat már a vedlés előtt öt nappal jelentős mennyiségű kalciumot halmozott fel. A folyamat, amely során az állat a karbonátot kinyeri és elraktározza még nem ismert. Kísérletileg kimutatták, hogy a diéta befolyásolja a carapax méretét és alakját. Cypris pubera példányokon, amikor kalciumban gazdag környezetbe helyezték kialakult egy másodlagos vastagodás a carapaxon, szembetűnő torzulások formájában mind a teknő mellső, mind a hátsó részén. A legvalószínűbb, hogy két külön fajként lett volna leírva, ha az egyedek törzsfejlődését nem ismerték volna. A Cyprinotus incongruens teknőjén, éheztetés után kialakult egy nyeregszerű bemélyedés a háti oldalon. Ezért a kagylósrákok bármilyenszerű ökológiai tanulmányozásakor figyelembe kell venni a rendelkezésre álló táplálékmennyiséget is, főleg amikor különleges (extrém) alakok is megjelennek. A legvékonyabb carapaxszal a pelágikus Conchoechiidaek rendelkeznek, míg a legvastagabbakkal a bentoszlakó Platycopidák és a Cytheridaek (Podocopida).
A teknők elmeszesedett rétege szervetlen sókból épül fel: kalcium-karbonát és magnézium-karbonát. A CaCO3 kristályosnak tűnik: keresztezett nikollal vizsgálva párhuzamos kioltást mutat. Ez azt mutatja, hogy a teknő alapanyaga anizotróp. Ugyanez mondható el akkor is, amikor a teknő belsejét vizsgáljuk. Ebből kiderül, hogy az ásvány kriptokristályos és szöget zár be a teknő felszínével.
A kagylósrák teknők gyakran üvegszerűek, azaz átlátszóak, de egyesek opaknak és fehéresnek tűnnek erős megvilágításban. Kevesebb számú fajnál csak a teknők egyes tájékai opakok, a többi áttetsző (Bairdia, Heterocythereis, Aurila, Xestoleberis stb.). Az opak tájékok általában állandó alakúak egy fajon belül és ezért fontos taxonómiai bélyegek. Kialakulásuk folyamata nem ismert.
A meszes teknőt egy kitines keret erősíti, amely az egész meszes réteg felületét borítja, akár egységes rétegként, akár lemezszerűen. Egyes tengeri fajoknál ez a keret retikuláris szerkezetet vesz fel: üres kitines csövecskék alkotják. Ezek sűrűbbek a póruscsatornák környékén és hiányoznak a peremi öv és az izombenyomat tájékán. Ennek a keretnek a meszes réteg erősítésén kívül más szerepe nem ismert.

### Külső lemez

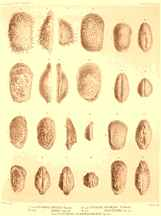
19. századi Ostracoda-teknő ábrázolás

A carapax általános alakját elsősorban a lágytest kiterjedése és elhelyezkedése határozza meg. A carapax állandó külső nyomásnak és a záróizmok belső erejének van kitéve. Az ideális alak ebben az esetben a kör lenne, amely a lehető legkevesebb anyagból, a lehető legellenállóbb vázat alkotná. A köralak azonban nem megfelelő a megnyúlt lágytestű állatnak. Csak ritkán találkozunk olyan carapaxokkal, amelyek megközelítik a kerekded alakot (Gigantocypris, Cyclocypris). A lencse alakú carapax is ritka (Polycope). Egy erősen konvex háti oldal megakadályozza az erős zárosperem kialakulását, míg a konvex hasi oldal akadályozza az állatot a mászásban, kúszásban, ezért általában a carapax oldalnézetben megnyúlt. A carapax szélessége mindig kisebb a hosszúságnál és a legtöbb esetben a magasságnál is. A legnagyobb szélessége általában a carapax hátulsó részének van (a hatalmas ivarszerveknek köszönhetően), miközben a maximális magassága a legtöbb kagylósráknak a teknők elülső felén van.
A carapax alakját a következő tényezők befolyásolják:
- -oldalirányú nyúlványok és bemélyedések a carapaxon
- -díszítés
- -vedlés
- -ivari kétalakúság
- -környezet

A carapax körvonala meghatározás szerint a carapax oldalprofilját jelenti. Magában foglal számos jellemvonást, mint alak, hasi dudorok, díszítés stb. A körvonal és a külső perem eltér egymástól: az utóbbi a teknő szélét, peremi részét jelöli és oldalnézetben nem mindig látható az erős díszítettség miatt.
A kagylósrákok teknőjének körvonalát a következő tulajdonságok jellemzik:
Peremi fogazottság: számos fajnál a teknők külső részét fogszerű nyúlványok tarkítják. Ezek száma és alakja nagyon változó. Általában a mellső-hasi és/vagy hátsó-hasi részeken helyezkednek el. Ritka esetben fordulnak elő a perem teljes hosszán vagy csak egyetlen teknőben. Néha a fogakat egy vékony, meszes lemezes struktúra köti össze. A legtöbb esetben azonban a perem feldarabolódása során keletkeztek. Nem sorolják a teknő díszítőelemei közé.
Caudális nyúlvány: egyes kagylósrákoknál a carapax hátsó végének egy szórófej-szerű végződése, aminek következtében a teknők záródása után egy kis nyílás marad a víz körforgása érdekében. Lehet hátsó-hasi vagy hátsó-háti esetleg hátsó-középső helyzetű.
Postero-ventralis tüske: egy szembetűnő meszes tüske a kisebbik teknő hátsó-hasi részén (Cyprideis, Paracyprideis stb.). Ritkábban kettő vagy több tüske is előfordulhat, vagy csak az egyik teknőn vagy mindkettőn.
Zárosperem fülecskék: a háti perem megerősödése következtében (utólagos mészkiválasztás során) a nagyobb teknő háti peremének egy nyeregszerű kiemelkedése. A leggyakoribb az mellső-háti tájékon.
Szem tuberkulák: a hatalmas, felfele mutató szem-csatornák alakítják ki (Exophthalmocythere).
Antero-ventralis rostrum: egyes kihalt Cypris-féléknél az mellső-hasi perem egy bemélyedést tartalmaz mindkét teknőn, miközben az ezt körülvevő oldalsó részén a teknőknek rovátkák figyelhetők meg. Ezeket együttesen antero-ventralis rostrum név alatt ismertek. Ez egy jellegzetes tulajdonság, amely alapján a Cypridea-féléket elkülöníthetjük a többi Podocopidától. Hasonló alakú, de eltérő jellegzetesség észlelhető szinte az összes Myodocopidánál. Itt a carapaxon egy mellső nyílást találunk egy bevágás-szerű folytatással együtt a teknők oldalsó részén. Fontos taxonómiai szerepe van, segít elkülöníteni a Myodocopidánál az összes többi rendtől. A neve: rostrum.
Méret: a kagylósrákok mikroszkópikus élőlények. A kicsiny méretüknek köszönhetően nagyszámban előfordul fúrásmagokban és ezért kitűnő segítséget jelentenek kronológiai és ökológiai vizsgálatokban. A Myodocopidánál kivéve, a legtöbb kagylósrák hossza 0,4 és 2 mm között változik: kisebb méretek nem annyira közönségesek, míg a nagyobbak ritkábbak (édesvízi Cyprididae). A recens Myodocopidánál között kevés olyan faj van, amelyek mérete meghaladja a 2 mm-t, de ezek képviselőit ritkán találjuk meg fosszilis formában. Az egyik legnagyobb ma is élő faj a Gigantocypris agassizii, amely Közép-Amerika nyugati partvidékén él és hossza 21 mm. Nehéz megmondani melyik a legkisebb; mindenesetre a Nannokliella dictyoconcha mindössze 0,14 mm, de valószínűtlen, hogy ez lenne a legkisebb faj.
Átfedés: szabálynak számít, hogy az egyik teknő nagyobb, mint a másik. A legtöbb Podocopidánál a bal teknő a nagyobb és teljes egészében átfedi a kisebb jobb teknőt a perem mentén, ritkábban csak a dorsalis és ventralis oldalon. A Cytherelliidaeknél a jobb teknő a nagyobb, akárcsak egyes Cyprididaenél (Macrocypris, Argilloecia stb.). Az átfedés állandó jelenségnek tűnik, de olyan fajok is ismertek ahol az átfedés iránya megváltozik (Cypridea, Darwinula, Cypridopsis stb.).

#### Díszítés
A kagylósrákok teknőjének oldala lehet sima vagy díszített. A díszítés definíció szerint a teknő külső oldalának dudorait és bemélyedéseit (vastagodásait és vékonyodásait) foglalja magába. Egyes díszítőelemek (sulcus, oldalnyúlványok, üres gumók stb.) környezeti tényezőknek köszönhetően alakultak ki (pl. brakkvízi Cytheridinaek esetében) ezért nem számítanak díszítőelemeknek. A perem és ennek változatai sem tartoznak a díszítőelemek közé.
A díszítés a jobb és bal teknőn azonos, kivételek azonban előfordulhatnak (Carinocythereis, Occultocythereis, Hermanites stb.). A hím és nőstény egyedek díszítés gyakorta eltérő, azonban nem egy általános jelenség. A lárvák és felnőtt kagylósrákok díszítésének különbözősége sem szokatlan. A díszítés lehet: pontozottság, árkok, tüskék, gumók, nyergek, bordák, redők stb., illetve ezek kombinációi. Nem létezik külön terminológia a különböző díszítőelemek elkülönítésére. Jellegzetes díszítőelemek a háti taraj, középső taraj, hasi taraj, antero-marginális taraj illetve szubcentralis gumó.
Szokatlan redőszerű díszítést alakít ki például a Spongicythere, Cytheralison, Platycythereis stb. A kicsiny tarajok, amelyek a teknő felszínén találhatók oldalirányban megnyúlnak és redős szerkezetet alakítanak ki, egy szivacs-szerű szerkezetet. Ez egy másodlagos porózus meszes réteget alkot, amelyet a tarajok választanak el a külső lemez meszes rétegétől.
A díszítés taxonómiai jelentőségének előfeltétele az elsődleges és másodlagos díszítések elkülönítése.
- -Az elsődleges díszítés magába foglalja a főbb díszítőelemeket, ezek alakját és helyzetét a teknők oldalán (pl. tarajok, bordák, lobák, stb). Ugyanakkor ez magába foglalja a felszíni díszítéseket is (pl. pontozottság, tüskézettség, szivacsosság).
- -A másodlagos díszítés az adalék díszítőelemek gyűjtőfogalma, amelyek az elsődleges díszítőelemek mellett/között alakulnak ki (bordaközti redőzöttség, postero-ventralis tüskék, stb).

Az alak mellett, a díszítésnek is fontos taxonómiai szerepe van a nem szinttől lefelé. Szabályszerűen egyazon nemhez tartozó fajok díszítettsége hasonló. Mindezek ellenére különbségek is előfordulnak kivételes esetekben.
Az összes Macrocypris faj például sima felületű; a Cyprideiszek pontozottak; a Trachyleberis fajok teknőjének felszínén gumók találhatók; a Protocythere fajainál három szembetűnő hosszanti taraj van jelen, stb. Az alak és méret kombinációja a díszítéssel sokesetben elégséges a nem meghatározásához, nem szükségeltetik a zárosperem, póruscsatornák, izombenyomatok stb. vizsgálata. Ez nagyon hasznos fosszilis carapaxok vizsgálatakor.
Egy nem fajainak elkülönítésénél is használható a díszítettség. A kicsiny eltérések állandó jellegűek és ez segít a fajok és alfajok elkülönítésében. Jól megválasztott földtani profilokon tanulmányozható a díszítés gyors morfogenetikus változása, ami független a környezettől, emiatt a kagylósrákok alkalmasak regionális izokrón korrelációkhoz.
A díszítés foka és a környezet között (amelyben az állat él) szoros kapcsolat létezik.
- Az édesvízi kagylósrákok teknőjének felszíne sima vagy enyhén pontozott. Egyes fajoknál (Ilyiocypris, Limnocypris) sulcuszokat és üres szubcentrális gumókat találunk, amelyek egyfajta díszítettséget adnak az állatnak, azonban ezen vonások nem szorosabb értelemben vett díszítőelemek.
- Brakkvízi nemeknél a teknők nem tökéletesen simák. Akár pontozottak (Cytheromorpha, Leptocythere és a legtöbb Cytherideinae), akár nyúlványokkal díszítettek (egyes Cyprideák) vagy tarajokkal díszítettek (Macrodentina) is lehetnek.
- Erősen díszített fajokkal a tengeri környezetben találkozunk, ezen belül is a nyílttengeri és hillámverési zónában (Carinocythereis, Hemicytherura, Bradleya, Mutilus, Callistocythere stb.). Sima formák is előfordulhatnak a tengeri környezetben (főleg a növénylakók közül kerülnek ki: Paradoxostominae). A mélységgel lefelé haladva ritkábban jelentkeznek az erősen díszített formák és a bentosz közösségekben ritkán találkozunk velük (Trachyleberis, Echinocythereis stb).

Ebből következik, hogy az erősen díszített formák a nagy energiájú területeken (nyílttenger, hullámverési) élnek, hiszen a díszítettség egyben a teknők vastagodását is jelenti. A víz kalcium-tartalma is befolyásolja a teknők vastagságát és egyben az erős díszítés kialakulását, azonban ez gyakorlatilag ritkán fordul elő.

#### Perem
A perem mindkét teknő külső lemezének elülső és hátsó részén fut le, többé-kevésbé látványosan. A teknők zárásában van nagy szerepe. Az alakja, pontos elhelyezkedése és szerkezete nagyon változó a különböző nemek között és ezért fontos taxonómiai jelentősége van, főleg azoknál a nemeknél, ahol hiányzik a díszítés. Néha csak az egyik, de általában mindkét teknő pereme szegmentált, mely marginális csomók (Physocypria) vagy marginális fogazatként formájában is jelentkezhetnek. Ezeket a marginális póruscsatornák járják át.

#### Oldalnyúlványok
Számos kagylósráknál a teknő oldalsó felszíne nem egyformán görbül, hanem többé-kevésbé feltűnő kiemelkedések/mélyedések által van taglalva, ami a díszítéssel ellentétben, negatív formában megjelenik a teknő belső felszínén is. A kiemelkedéseket oldalnyúlványoknak míg a bemélyedéseket sulcuszoknak nevezik.
- Oldalnyúlványok: ide tartoznak a különféle dudorok, gumók és a tulajdonképpeni nyúlványok.
  - Az alaris nyúlvány egy szembetűnő szárny alakú oldalirányú nyúlványt jelöl (Pterygocythereis, Paracythereidea stb.), mely miatt az állat carapaxának keresztmetszete háromszög alakú. Néha túlzott méretei is lehetnek emiatt radikálisan megváltoztatják a carapax teljes kinézetét. Ezekben az esetekben az állat lágyteste nem alkalmazkodik az új méretekhez, így csak a carapax űrtartalma változik meg. A duplicatura belső falában sem okoznak elváltozásokat. Nem játszanak fontos szerepet egyes lágyszervek megtartásában, csak a mozgásban van szerepük. Hasonló nyúlványok peremi részükön tüskéket hordoznak, amelyek számos esetben rendkívül fejlettek és pórusok járják át. Az alaris nyúlványok mindig hátrafelé mutatnak, ami segít a fosszilis teknők orientálásában is.
  - Üreges gumók: az Ostracoda teknők oldalán találhatók és eredetük szerint lehetnek vagy genotipikusak, vagy fenotipikusak. A genotípikus kategóriába tartoznak a szubcentrális gumó és a járulékos gumók (Ilyiocypris, Loxoconcha stb.). Ezek jelenléte és száma állandó minten faj esetében, ellentétben a fenotipikus eredetűekkel, amelyek ökológiai tényezőknek köszönhetően alakulhatnak ki. A jól ismert sima, brakkvízi faj a Cyprideis torosa például alacsony sótartalom mellett mindkét teknő oldalán kifejleszt hasonló gumókat. Ezáltal az állat megnöveli űrtartalmát, alkalmazkodva a víz új gravitációs adottságaihoz. A hasonló gumók száma és helyzete változik fajon belül is: létezhet a juvenilis stádiumokban, azonban eltűnhet a felnőtt stádiumban. A fenotipikus gumók inkább a brakkvízi környethez szokott fajoknál lépnek fel.
  - Sulcuszok: kevés Podocopidánál , Cytheridaenél (Limnocythere, Bythoceratina stb.) és Cypridiaenél (Ilyocypris, Pelocypris stb.) jelentkeznek. A fenotipikus eredetű postero-dorsalis nyeregszerű függelékekeket, melyek táplálékhiánykor alakulnak ki, nem tartoznak ebbe a csoportba.

Az oldalnyúlványok és sulcuszok taxonómiai jelentősége az eredetüktől függ: a fenotipikus eredetű oldalnyúlványok nem használhatók texonómiai egységek elhatárolására. A genotipikus gumóknak csak genus szint alatt van jelentőségük. A sulcuszokat szintén a genus szintű meghatározásnál lehet alkalmazni. Egy fajon belül ezek fejlettségi foka állandó és a paleozoikumi kagylósrákok meghatározásának egyik fontos eleme.

#### Izombenyomatok

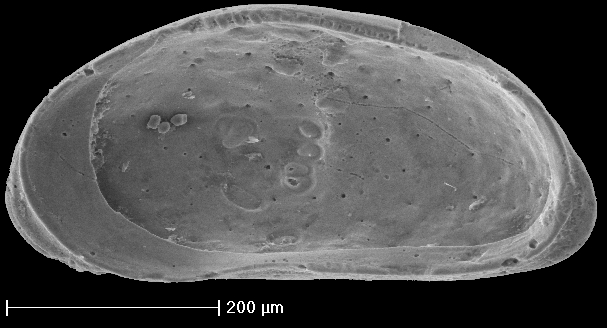
Kagylósrák-teknő jól látható izombenyomatokkal (Cyamocytheridea sp)

A test mindkét oldalától számos izom halad külső lemez felé, ahol a kitines réteghez tapadnak. Az izombenyomatok a kagylósrákteknő belső felszínén a záróizmok rögzülési helyén alakulnak ki. Egyes formáknál az izombenyomatokat két vagy több részre tagolhatjuk a kiemelkedett tájék kicsiny rovátkái alapján, amelyeket izom suturáknak nevezünk.
Az izombenyomatokat két fő csoportra oszthatjuk: középső izombenyomatok és dorsalis izombenyomatok. A középső izombenyomatok a legszembetűnőbbek. Ezek a legfontosabb rendszertani bélyegek: elhelyezkedésük, számuk rendenként, alrendenként, családonként, sőt alcsaládonként változik. A Myodocopidákat kivéve az izombenyomatok a teknő közepe előtt helyezkednek el, ezért fontosak a carapax orientálásában is. Számos Podocopida esetében helyüket a teknő külső felszínének kiemelkedése jelöli. A Cytheridaeknél (Podocopida) egyetlen V alakú benyomat vagy esetleg két vagy három különálló heg van jelen kicsivel a függőleges oszlopban elhelyezkedő négy esetleg öt záróizom nyoma előtt. Ezek eredete nem ismert, mindenesetre nem izmok megtapadási helyeit jelölik. Mai nevük: frontális hegek. A dorsalis izombenyomatok a teknők antero-dorsalis tájékán helyezkednek el és az antennulák, antennák, mandibulák és az endoskeleton izmainak megtapadási helyeit jelölik.
Az izombenyomatok helyzete a különböző genus-szint fölötti kategóriákban. A következőképpen alakul:
Myodocopida: nem létezik alapminta. A benyomatok száma nagy és nem állandó, miközben elhelyezkedésük rendkívül változó.
Platycopida: az ide tartozó Cythereliidae családnál a benyomatok általában két szimmetrikus oszlopba helyezkednek, amelyek enyhén hátrafele görbülnek és egymáshoz közel helyezkednek el. Az általános egy toll-szerű minta, ami csakis ezt a családot jellemzi. Elkülönült frontális és mandibuláris hegek nincsenek. Az egyéni hegek száma változó: egyes idősebb formáknál számuk eléri a tizenhetet. Nem tisztázott még, hogy az egyéni hegek száma állandó-e egy fajon belül.
Podocopida: az idetartozó négy családnak sajátos izombenyomat mintái vannak.
Darwinuliidae család: az izombenyomatok elrendezkedése rozetta-szerű. Az egyéni hegek száma aránylag kicsi; a Darwinulán belül is változó (kilenctől tizenegyig), de a rozettás elrendeződés mindig jelen van.
Bairdiidae család: a legjellemzőbb genus a Bairdia, amely teknőin az izombenyomatok megközelítőleg kör alakú csoportokban koncentrálódnak. Számuk és hozzávetőleges helyzetük változó, de minden fajnál állandó. Számuk 6-10 a paleozoikumi utáni formáknál. A Triebelinánál például körkörösen helyezkednek el.
Cyprididae család: a záróizmok három hegből álló oszlopokat alkotnak. Általában egy megnyúlt heg helyezkedik el a csoport fölött. Két jól kivehető mandibuláris heg található az izombenyomatok előtt és alatt és két frontális heg (néha összenőve eggyé) a középső izombenyomatok előtt. A középső záróizmok helyzete és száma nagyon változó egyes csoportokon belül és általában alcsaládokat különít el. A benyomatok elhelyezkedése azonban a legtipikusabb a Candoninaeknél és Paracypridaeknél. Itt a két hátulsó záróizom nyoma alkotja a második oszlopot. A két oszlopot egy hatodik heg egyesíti. A Cyprididae alcsalád esetében a minta különbözik. Itt a hátsó izombenyomatok egyike nagyobb és egy vagy két kisebb benyomat helyezkedik el mögötte és/vagy alatta. Ez csak kevés genusra jellemző.
Cytheridae család: az izombenyomatok tipikusan egyetlen függőleges oszlopba rendeződnek. Egyes alcsaládoknál ezek száma öt, de a legtöbbnél azonban csak négy. A frontális heg általában V alakú, de sokszor két vagy három kisebb heg helyettesítheti, sőt esetenként hiányozhat is. Kevés génusznál találunk jól fejlett fulcralis foltot, amely a felső izombenyomat és a frontális heg között helyezkedik el. A mandibuláris hegek (általában kettő, de néha csak egy) az izombenyomatok előtt kissé lentebb helyezkednek el, de esetenként hiányozhatnak. A függőleges izombenyomat oszlop csak a Cytheridaeket jellemzi. Nagyon fontos a recens és fosszilis kagylósrákok rendszerezésében. Enyhe változásokkal találkozunk egy családon belül, ami segít a genusok elkülönítésében. A legjellemzőbb izombenyomat minta (függőleges oszlopba rendeződő középső izombenyomatok, V alakú frontális heg) a következő alcsaládokra jellemző: Cytherinae, Trachyleberidinae, Cytherettinae, Progonocythrinae, Cytherideinae, Microcytherinae, Cytherurinae, Loxoconchinae, Limnocytherinae és Xestoleberidinae. A Xestoleberidinae alcsaládot a legjobban nem a középső izombenyomatok, hanem a tipikus hegek a teknők antero-dorsalis tájékán. Ez egy megnyúlt toll-szerű, enyhén görbült függőleges heg, amelyik rögtön a szemek mögött helyezkedik el és hátrafelé görbül. Eredete nem ismert; először G.W. Müller (1884) ismertette és feltételezte, hogy egy teknőben levő mirigy okozza. Később (1894) ugyancsak ő fedezte fel, hogy a folt kialakulásának az oka a kitinréteg kettéválása két lemezzé, amelyeket számos keresztpálcika kapcsol össze. Mivel csak a Xestoleberidinae családra jellemző Triebel (1958) javasolta a Xestoleberis-folt megnevezést. Számos tengeri faj két alcsaládhoz: a Trachyleberidinaehez és a Hemicytherinaehez tartozik. Lágytestfelépítésükben a két alcsalád néhány lényeges különbséget mutat fel, azonban a teknőt illetően rendkívül hasonlóak. Az izombenyomatok viszont különbözőképpen helyezkednek el és így pontosan el lehet végezni rendszerezésüket. A Trachyleberidinae alcsaládnál mindig egy V alakú frontális heget és négy különállő, sohasem feldarabolódott izombenyomatot, Hemicytherinaeéknél ellenben két vagy három félkör alakú frontális heggel találkozunk és az izombenyomatok mindig két részre oszlanak. Ha az izombenyomatok nem tagoltak, a frontális hegek határozzák meg, hogy a tanulmányozott egyed melyik alcsaládhoz tartozik. A Hemicytherinaeknél a frontális hegek száma állandó egy genuson belül, ellenben az izombenyomatok száma változik még egy fajon belül is. A Cytheridaeék két alcsaládja (Bythocytherinae és Paradoxostominae) esetében a négy középső izombenyomat helyett ötöt találunk. Mindkét alcsalád esetében a frontális hegek eltérnek a V alaktól. A Bythocytherinaek egyes formáinál hat középső izombenyomatot is leírtak. A legvalószínűbb azonban, hogy a hatodik izombenyomat tulajdonképpen egy szokatlan helyzetű dorsalis izombenyomat. Hasonló jelenséggel találkozunk az Atjehellánál és a Hemikrithénél.

### Belső lemez
A kagylósrákok belső lemezének egyes epidermális sejtjei is kiválasztanak egy meszes réteget. A külső lemezzel ellentétben, az elmeszesedés nem megy végbe a belső lemez teljes felszínén, csak ennek peremi részein, miközben középső része csak epidermális és kitines rétegekből áll. A belső lemez elmeszesedett része képezi a tulajdonképpeni belső lemezt, melyet a paleontológiai terminológia is használ.
A belső lemez szélessége csoportonként nagyon változó. Ha a belső lemez egészében vagy csak részlegesen összenő a külső lemezzel a keletkező felületet peremi övnek nevezzük. Ennek a legbelsőbb vonala az összenövési vonalnak, míg a külső határvonala a belső perem. A külső és belső lemez közötti rész (amikor nincsenek teljesen összenőve) a vestibulum nevet viseli. A belső perem külső felszínén levő nyereg-szerű szerkezet a szegély. Ezt másodlagos ráncok kísérik. Ezek a vonások taxononként változnak.
A legprimitívebb belső lemez típussal a Platycopidáknál találkozunk. Itt a belső lemez elmeszesedett része nagyon keskeny és számottevően redukálódott. A kisebb teknő előugró nyerge homológnak tekinthető a Podocopidák szegélyével és a nagyobb teknő bemélyedésébe illeszkedik. Egy alacsony nyereg-szerű vastagodást találunk a külső perem közelében, amely néha feldarabolódik peremfogazattá. Ez alkotja a marginális zónát. Kívülről tekintve ez nem észlelhető, mert a belső lemez külső oldalán semmilyen megfelelője nincs ezeknek az üregeknek. A belső lemeznek ezen primitív szerkezete elsősorban a paleozoikumi kagylósrákokra volt jellemző (pl. Healdiidae).
Egyes rendek esetében (Myodocopida, Podocopida) a belső lemez egy szembetűnő meszes sávvá fejlődött, amely a külső lemez belső oldalának támaszkodik az anterior, ventralis és posterior oldalon. A dorsalis oldalon módosult és a zárosperemet alkotja emiatt kevésbé szembetűnő. Szabály, hogy a belső perem többé-kevésbé párhuzamosan halad a külső peremmel és majdnem megegyező szélességű az anterior, ventralis illetve posterior oldalakon.
A Cyprididaek, Bairdiidaek és Cytheridaek esetében (Podocopida) a belső lemez szélessége általában nagyobb az anterior és posterior oldalon és általában az anterior oldal felé szélesedik. De léteznek kivételek is. Néhány esetben előfordul, hogy a posterior rész a szélesebb (Semicytherura) sőt hiányozhat is (Isocypris). A ventralis rész is olykor-olykor jól kifejlődhet (Argilloecia) és egyes fajoknál az elmeszesedés az egész belső lemez felületén megy végbe (Cytheretta), így oldalnézetben csak egy kis rést találunk a közepén, amelyen keresztül a két teknő érintkezik. A Darwinullideak belső lemeze nagyon keskeny és nehezen észrevehető. Felépítése alapjában véve megegyezik a többi Podocopidáéval és nem a primitív Platycopidáéval.
A Myodocopidáknál a belső lemez sohasem nő össze teljesen a külsővel és egy belső rész mindig szabadon marad. Hasonlóan a Cyprididaeknél (úgy tengeri, mint szárazföldi példányoknál) a belső lemez proximális (belső) része nem nő össze a külső lemezzel és egy nagy, szembetűnő vestibulum mindig jelen van általában az anterior és posterior, de néha a ventralis oldalon is. Hasonló jelenséggel találkozunk a Bairdiideaknél is és számos Cytheridae génusznál. Az utóbbi család egyes génuszai esetében azonban az összenövési vonal egybeesik teljes hosszában a belső peremmel és egy tökéletes összenövés figyelhető meg a külső és belső lemezek között, főleg a nagyon elmeszesedett cytherid génusz körében, amelyek brakk vízben vagy sekélytengeri környezetben élnek.
A vestibulum jelenléte vagy hiánya egy génuszon belül állandó jellemvonás, de a marginális zóna szélessége változhat nemen sőt egyes esetekben faji szinten belül is.
Az összenövési vonal a marginális zóna proximális határvonala, amely többé-kevésbé párhuzamos lefutású a külső illetve belső peremmel, de helyenként nagyon eltéret. Lefutása fontos taxonómiai vonás, főleg azon nemek esetében amelyeknél lefutása nagyon szabálytalan (Cytheretta, Atjehella, Semicytherura, Argiloecia, Isocypris stb.). Az ilyen esetekben az összenövési vonal a peremre jellemző és hozzásegít a fosszilis formák felismeréséhez, miközben apróbb sajátosságai alapján még a fajt is behatárolhatjuk.
Az összenövési vonalat könnyen azonosíthatjuk, mert a marginalis póruscsatornák onnan eredeznek. Egyes nemeknél (Krithe, Paracyprideis, Munseyella) egy szokatlanul széles bázisú póruscsatorna szerteágazhat a külső oldal felé, több, vékony csatornát képezve.
A Hemicytherinaek kis csoportjnál (Caudites, Orionina) észrevehető egy másodlagos összenövés a belső lemez eredetileg szabad részén. A marginális zóna általában jól fejlett és egy jól kimutatható összenövési vonallal rendelkezik ahonnan számos egyenes marginalis póruscsatorna halad a külső oldal felé. A belső lemez proximális szabad része azonban számos nagy területű részeken hozzátapad a külső lemezhez úgy, hogy az össze nem nőtt részek póruscsatornákhoz hasonlítanak. Ezek a pseudomarginalis póruscsatornák.
A belső lemezen előforduló legfontosabb morfológiai elem a szegély, amely a lemez külső oldalán fut le, sokszor egy alacsony, nem szembetűnő kiemelkedés formájában. Lehet egyenes lefutású, gyengéd szerkezetű, de lehet kanyargós is. A Podocopidák száji részén a szegély mindig a belső lemez distalis részén helyezkedik el és egybeesik a külső peremmel. A teknők elülső és hátsó részein periferiális helyzetű, de a legtöbb esetben azonban többé-kevésbé befele fordul, távolodva a külső peremtől. A dorsalis oldalon folytatódik a zárosperem terminális részeiben.
A Cytheridae és Bairdiidae családok esetében a szegély a belső lemez, distalis, összenőtt részén található, vagyis a marginális zónában. Gyakran párhuzamosan és közel fut le a külső peremmel, vagy akár egybeesik azzal. Egyes Cyamocythereidea nemek esetében csak a teknő hátsó részén fordul kihangsúlyozottan befelé, ezáltal egy fogazott külsőt kölcsönözve a teknőnek. Egyes Cyprididaek esetében a szegély kissé befele halad a belső lemez szabad része felé és gyakorta a marginális zóna egyik legszembetűnőbb vonását képezi (pl. Clamydotheca).
A szegély alapjában véve a teknők rögzülési felülete és a bal illetve jobb teknőn lévők lefutása nem megegyező. Amikor a teknők összezáródnak a kisebb szegélye a nagyobbik marginális zónájában található mélyedéséhez kapcsolódik. Ez a mélyedés általában a nagyobbik teknő szegélye mellett helyezkedik el. Egy biztosabb záródás elérése miatt a szegély distalis végein általában kitines nyúlványok jelennek meg. Ezek kitűnően megfigyelhetők a recens Ostracodák körében.
Számos formánál (főleg Cyprididae) a szegély párhuzamos lefutású ráncok kísérik. Ez az egyedek fejlődésétől függ.
Az Ostracoda-teknők marginális struktúrái fontos taxonómiai jelleggel bírnak. Ezek a struktúrák genuszonként rendkívül változatosak, azonban egy genuszon belül állandóak. Emiatt nagyon jól alkalmazhatóak az édesvízi genuszok rendszerezésében, amelyek egyébként szinte semmiféle díszítést nem viselnek.

### Pórusok
A kagylósrákok teknőit pórusok szelik át, amelyeket sertéket töltenek ki. Ezek a serték fontos érzékszervek, vékony idegszálak kapcsolnak a központi idegrendszerhez. Az Ostracoda teknőkben két típusú pórust különíthető el: laterális pórusok illetve marginális póruscsatornák.

#### Laterális pórusok
Olyan üregek, amelyek többé-kevésbé függőleges lefutásúak a külső lemez egész felszínén. A marginális zóna (a külső és belső lemezek összenövési felülete) azonban nem tartalmaz hasonló pórusokat, miután ezek nem kapcsolódnak a lágytesthez.
A laterális póruscsatornák száma rendkívül változó, néhánytól több százig elérhet számuk. Eloszlásuk a teknő felszínén általában valamilyen mintázat alapján történik. Azonban számos kagylósráknál a pórusok óriási száma nem engedi meg bármiféle minta létrejöttét. Kevés pórusú egyedeknél azonban az tapasztalható, hogy ezek elhelyezkedése a két teknőn többé-kevésbé. megegyező, illetve egy fajon belül állandó. Ez a tulajdonság felhasználható, az amúgy díszítetlen Cytherellák rendszerezéséhez.
- Nyílt pórusok: ezek csupán nyílások a meszes teknőn, általában köralakúak és kicsinyek. Előfordulhat, hogy kifele szélesednek.
- Szita-szerű pórusok: ezeket a pórusokat a teknő külső felszíne felé haladva számos vakpórus veszi körül, ezáltal az egésznek szita-szerű kinézete van. G.W. Müller (1894) már felfigyelt esetleges fényérzékelő szerepükre.

Ezek a pórusok általában nagyobbak, mint a többiek és valószínű, hogy a közepesnél nagyobb méretű pórusok mind szita-szerűek. Általában kerekded alakúak, de egyeseknél rés-szerűekké válnak a külső felszín felé (pl. Cyprideis, Loxoconcha).
Az odalsó pórusok típusa azonos egy nemen belül és úgy tűnik, magasabb rendszertani kategóriák elhatárolására is használhatóak. A szita-szerű pórusokat eddig csak a Cytheridae családnál figyelték meg és minden bizonnyal itt is csak egyes alcsaládok esetében (Cytherinae, Hemicytherinae – széles bázissal; Progonocytherinae, Cytherideinae – keskeny bázis; Loxoconchinae, Xestoleberidinae).

#### Peremi pórucsatornák
Ezek megnyúlt póruscsatornák a marginális zónában. Általában az összenövési vonalból eredeznek és/vagy a peremi öv, vagy pedig a külső perem felé haladnak (valódi peremi póruscsatornák), vagy pedig elérik a külső felszínt valahol az összenövési vonal és a külső perem között (hamis póruscsatornák). Azok a hamis peremi póruscsatornák, amelyek részben a belső lemezen haladnak keresztül mindig a szegélyhez viszonyítva distalisan érik el a felszínt, azaz soha nem kerülnek a felszínre az összenövési vonal és a szegély között. Számos formánál a póruscsatornák felszínre érnésük előtt szerteágaznak két vagy többfelé, ezeknek a neve elágazó peremi póruscsatornák. Amelyek viszont nem ágaznak el azoknak a neve egyszerű peremi póruscsatornák. A peremi póruscsatornák általában kidudorodnak a hosszuk felénél (vagy kissé a külső perem felé). Itt találhatjuk meg a serték gyökereit.
A peremi póruscsatornák nagy taxonómiai jelentőséggel bírnak. Számuk nem és faj szinten rendkívül változó. Az elülső marginális zónában, ahol nagyrészük elhelyezkedik számuk öt és száz között változik.
A peremi póruscsatornák száma, elhelyezkedése és alakja egy genushoz tartozó fajok esetében azonos. Fajon belül csak kicsiny eltérések tapasztalhatók. Példa: a Loxoconcha elülső, marginális zónájához hét-tíz peremi póruscsatorna tartozik. A Loxoconcha elliptica essetében ez a szám állandó: kilenc.
Szembetűnő elágazó póruscsatornák csak a Cytheridae alcsaládnál találhatók és csak kevés Cyprididaenél (Paracypris).
Pszeudomarginális póruscsatornák találhatók egyes Hemicytherinae-nél (Caudites, Orionina). Ezek a külső és belső lemezek furcsa, másodlagos összenövésének az eredményei.

### Zárosperem
A kagylósrákok teknői a háti oldalon csatlakoznak egymáshoz. A Myodocopida rendnél például, a teknők szétnyitását a záróizmok végzik és semmilyen meszes zárosperem szerkezet nem létezik. A Cytherellidaeknél nem létezik sem záróizom, sem pedig zárosperem. A többi Platycopidánál és az összes Podocopidánál a meszes teknők dorsalis részén fogak és medrek alakultak ki ezek kapcsolódási zónájában. Ezek a belső lemez módosulásai (szegély), összefoglaló elnevezésük pedig zárosperem.
A zárosperemnek nagyon fontos szerepe van a kagylósrákok rendszertanában. A különböző zárosperem részeket és típusokat a szakirodalomban több névvel is illetik, emiatt nem mindig következetesek.

#### A zár elemeinek nevezéktana
Az egyszerű zárosperem egyike a három alapvető zárosperem-típusnak. Egyetlen elem alkotja mindkét teknőben: egy bemélyedés a nagyobb teknő dorsalis (háti) részén és egy kiemelkedés a kisebb teknőben.
Az összetett zárosperem három elemből áll: elülső, középső és hátulső zárosperem elemek. A terminális elemek (elülső és hátulsó) oldalnézetben a kisebb teknő zárosperemének nyúlványai. A terminális elemek a nagyobb teknőben az elülső és hátulsó meder. Ezekhez kapcsolódnak majd a kisebbik teknő zárosperemének a nyúlványai. A nyúlványok mindig a kisebbik teknőben vannak.
A középső zárosperem elemek ellentétes a terminális elemekkel, azaz kiemelkedés, ha a másik kettő meder (vagy fordítva). De kivételek is léteznek (Cytheridea), ahol a nagyobb teknő elemei mind medrek, míg a kisebb teknőé nyúlványok, de ilyen esetekben is a különböző elemek jól elkülöníthetők.
A zárosperem négy elemből álló is lehet, ha a középső elem két részre (anteromedian és posteromedian) elemmé tagolódik. Kezdetleges formáknál a posteromedian elem kevésbé szembetűnő, míg a fejlettebb formáknál a különbség kihangsúlyozottabbá válik.
A zárosperem elemeinek részei:
- gerinc/mélyedés: az egyszerű (adont) zárosperem és az összetett zárosperem középső eleme egy gerinc-szerű kiemelkedést visel, amely az ellentétes teknő mélyedésébe illeszkedik. Lehetnek simák illetve számos díszítettek, ezek a krenulációk. Ezek általában a két teknő érintkezési helyének függőleges síkjára jellemzőek, de előfordulhatnak a vízszintes síkok mentén is (caudites). A gerinc lehet csak a háti perem is. Amikor a gerinc a háti perem mögött emelkedik ki akkor lécről beszélünk. Ezt azonban nagyon nehéz megfigyelni, ezért a leírása néhol szubjektív jelleget ölthet. A gerincet néhány nem esetében a ventralis oldalon egy vékony kiemelkedés harántolja, de ez nem tekinthető külön zárosperem elemnek. Egyes nemeknél (Pontocythere) ez a határ kiemelkedés nagyon proeminens, vastag és krenulált, azonban nem kezelendő külön lécként.
- fog/meder. A kisebb teknő terminális elemei és gyakran a nagyobb teknő anteromedian elemei túlnyúlnak a zárosperem határán (oldalnézetben), ezek a fogak. Az ellentétes teknő mélyedései, amelyekbe a fogak illeszkednek a medrek. A fogak alakja nagyon változó: lehet akár egy kiemelkedő rövid nyúlvány akár egy kúp alakú képződmény, sőt görbült formák is előfordulhatnak. A fog lehet egyszerű, vagy lobákra tagolt. Amikor két lobára oszlik bifidnek nevezik. Amikor kettőnél több részre tagolódik a nevéhez a –lobate utótag kerül (trilobate, multilobate, stb). A lobate-fogak többrekeszes medrekbe kapcsolódnak az ellentétes teknőben.

#### A zárosperem járulékos elemei
A meszes kagylósrák teknők olyan elemeket is tartalmaznak, amelyeknek ugyan nem tartoznak a zárosperem szerkezetéhez, mégis valamilyen módon kapcsolódnak hozzá és elősegítik a carapax szétnyitását és összezárását.
- Alkalmazkodási vájat: egyes nemeknél egy megnyúlt, közel háromszög alakú bemélyedés helyezkedik el a középső elem felett az egyik teknőben. A szerepe, hogy befogadja a másik teknő háti részét, amikor a carapax szétnyílik. Általában a nagyobb teknőre jellemző és gyakran nagyon szembetűnő (Apatocythere). Ritka eset, amikor a kisebb teknőben fordul elő, ez abban az esetben, amikor a teknő háti része nagyobb, mint a másiké (Camptocythere, Cytheropteron).
- A háti körvonal aszimmetriája: a nagyobb teknőben megtalálható óriási terminális medrek miatt a teknő körvonala eltér a kisebb teknőjétől az mellső- és hátsó-hasi régiókban. A medrek hasi falának megerősítése érdekében több meszes anyag rakódik le ide, aminek következtében fülecskeszerű képződmény jelenneki meg: zárosperem fülecskék. Ez a szerkezet nagyon erősen fejlett a Protocythere genusnál bal teknő elülső medre fölött.
- Tranzverzális fogazat a teknők végein: egyes Bairdia fajoknál és egyes Triebelinánál egy sor apró tranzverzális fogazatot találunk a jobb teknő szélének hasi részén, a mellső és hátsó sarkok mellett. Ennek megfelelően a bal teknőben egy sor medret találunk. Úgy elől, mint hátul, még a teknők fedési zónájában. Számottevő távolságra helyezkednek el a zárosperem alatt, tehát a nyílt carapax esetében teljesen szétválnak és semmilyen szerepük nincsen a teknők összetartásában.

#### A zárosperem típusai
Az alábbi zárosperem típusok különböztethetők meg:
- Adont: egyszerű zárosperem, egyetlen elemmel.
- Merodont: összetett zárosperem, ahol a középső elem egy részből áll. Fogakat csak a kisebb teknőben találunk. Mikor mind a három elem sima a zárosperem lophodont típusú (Bythocythere, Camptocythere). Amikor a terminális elemek krenuláltak vagy lobákra tagolódnak a zárosprem neve entomodont (Schuleridea, Cytheropteron). Ez utóbbi a legelterjedtebb típus. Mindkettőt azonban csak a Podocopida rendnél találjuk meg. Nincs külön elnevezés azon merodont típusokra, ahol váltakozó terminális és középső elemek vannak, valamint ahol azonos (pl. csak fogak) elemek fordulnak elő.
- Amphidont: összetett zárosperem, tovább tagolt középső elemmel: mellső-középső és hátsó-középső részek. Fogakat mindkét teknőben találunk. A következő altípusait határolhatjuk el:
- archidont (Progonocythere, Lophocythere): átmeneti típus a merodont és igazi amphidont között. A középső elem tagolódása még nem kihangsúlyozott. Az mellső-középső elem még nem alakult át sem foggá, sem mederré, míg a hátsó-középső inkább krenulációhoz hasonlítható.Az anteromedian elem rovátkolt, míg a hátsó-középső sima felületű.
- lophodont (Acantocythere, Cythereis): jól tagolódott középső elem. A nagyobbik teknő meleleme jól meghatározható tagolt kiugrás, míg a hátsó-középső elem egy sima vagy krenulált léc.
- heterodont (Trachyleberis, Carinocythereis):a zárosperem fejlettebb. A nagyobbik teknőben egy jól fejlett mellső fogat és egy hátsó lécet találunk. A kisebbik teknőben az anterior elem egy változó alakú, sima felületű fog. A posterior elem szintén egy erős fog. Ez a leggyakoribb zárosperem típus.
- schizodont (Schizocythere, Palmenella): az mellső-középső és hátsó-középső elemek bifidek.

A fent leírt zárosperem típusok nem merítik ki a kagylósrákok soraiban előforduló összes típust, azonban ezek szükségesek és elégségesek a taxonómiai igényeknek megfelelően.

#### A zárosperem taxonómiai jelentősége
A zárosperem egy alapvető taxonómiai vonás, főleg a fosszilis formák meghatározásakor. Akárcsak a kagylósrák-teknők többi elemei, a zárosperem is számos evolúciós változáson ment keresztül. A különböző ágakon kifejlődött kagylósrákok, a fejlődési fázisaikat nem azonos időben élték át. A polifiletikus csoportok a zárosperem fejlődését egyazon időben érték el. A zárosperemen kívül számos más teknő vonást figyelembe kell venni a kagylósrákok rendszerezésénél, amikor eredeti monofiletikus és polifiletikus taxonokat határozunk meg.
A zárosperem finom részletei egy fajon belül állandónak mondhatók, annak ellenére, hogy a fosszilis példányok esetében az evolúciós változások szembetűnőek. A legtöbb ilyen esetben a teknők morfológiai elemeinek változása már a faj tagolódásához vezettek.
Recens kagylósrákoknál a zárosperem egy adott fajon belül állandó. Még a legkisebb díszítés, krenuláció is azonos egy fajon belül.
A nemnél magasabb taxonómiai szintek esetében a zárosperemnek kisebb szerep jut és csak egyes Cytheridae családok esetében van tulajdonképpeni jelentősége. Az amphidont zárszerkezet számos variációjával találkozunk ebben a családban és éppen ezért az összes amphidont zárszerkezettel rendelkező kagylósrákot nyugodtan ide sorolhatjuk. A Cytheridae család azonban számos merodont zárszerkezetű nemet is magába foglal, úgy entomodont, mint lophodont altípusokat. Egyes alcsaládok esetében egyetlen zárosperem típus dominál, ritka az az eset amikor az összes genusra jellemző egyazon alcsaládon belül. Egyetlen záropsrem típus sem szorítkozik bizonyos alcsaládra.
Merodont zárosperemmel találkozunk a Cyprididae és Bairdiidae családoknál, együtt az adont típussal, amelyik meszemenően a legközönségesebb a Cyprididaek sorában. A zárosperem nem használható alcsaládok elhatárolására.

#### A zárosperem és életmód közötti kapcsolat
Szoros kapcsolat létezik a zárosperem fejlettsége és az életmód között a különböző kagylósrák csoportoknál. Az úszó formák általában gyengén fejlett zárosperemmel rendelkeznek, rendszerint adont típussal. Ez a típus nagyon elterjedt az édesvízi Cyprididaek és Darwinulidaek esetében. A tengeri Bairdiidaek gyenge lophodont típussal rendelkzenek. Nagyon erős zárosperemmel (hosszú léc, erős fogak) kizárólag a tengeri Cytheridaek rendelkeznek. Az összes forma, mely e családhoz tartozik a tenger fenéken kúszik és beássa magát az üledékbe. Az erős zárosperemre szükség van, hogy az állat ellenálljon a tenger fenéken fellépő nyomásoknak, terheknek. A pelágikus Myodocopidáknál egy rugalmas záróizom tartja össze a teknőket. Ezen formák esetében a háti perem szembetűnően konvex. Nem létezik bizonyíték arra, miszerint a környezeti változások a zárosperem típusának változásait vonnák maguk után.

#### A zárosperem megfordulása
Azok a fajok, amelyeknél a teknők méretei megfordulnak (azaz a kisebből lesz a nagyobb és a nagyobból a kisebb) megfordult zárosperem szerkezettel rendelkeznek.
Ez a jelenség gyakran előfordul. Feljegyezték már Cytheridea (Haplocythereidea), Cytherissa, Cypridopsis és Cypridea fajok esetében. Anderson (1939) bevezette a Langtonia elnevezést a fordított Cypridea fajra. Martin (1940) azonban bebizonyította, hogy a zárosperem megfordulása még nem indokolja egy új faj elkülönítését és csupán egy különleges vonás egy meglévő fajon belül. Pokorny olyan nevezéktant vezetett be, amely szerint meghatározhatók a homológ zárosperem elemek a kagylósrák teknőkben. Ezek a következők:
- protogenetikus fog: a terminális fog, amelyik a kagylósrák zárosperemének az első fogaként jelentkezik (ennek megfelel a protogenetikus zárosperem meder)
- protodont teknő: a protogenetikus fogat hordozó teknő
- protobothroid teknő: a protogenetikus medreket hordozó teknő